# 東京九州フェリー
東京九州フェリー株式会社（とうきょうきゅうしゅうフェリー）は、福岡県北九州市門司区に本社を置く海運会社。関光汽船傘下の「SHKライングループ」に属し、横須賀-新門司間のフェリー運営を担う。

## 概要
2018年に、SHKライングループがモーダルシフトによる海上輸送需要の増加を背景として、関東圏と九州圏を結ぶ大型高速フェリー航路として横須賀 - 新門司航路の計画を発表、グループ各社の出資により2019年に設立。SHKラインによる関東～九州間の直通航路は1973年から1976年に営業された東九フェリー（現・オーシャン東九フェリー）以来となる。
東京=北九州間には、既存の航空機・新幹線・高速バスの公共交通機関も多いが、差別化のため既存航路で見られる個室重視・船内施設の充実に加え、出港地である九州各地や神奈川の名物料理を船内調理で提供する。これらにより、クルーズ客船の増加や夜行列車により移動時間を楽しむ客層の取り込みを意図したサービスが特徴となっている。

## 沿革
- 2018年12月 - SHKラインが横須賀 - 新門司間の航路計画を発表。
- 2019年
  - 4月9日 - 会社設立。
  - 8月 - 三菱重工業長崎造船所にフェリー2隻を発注[3]。
- 2020年9月24日 - 横須賀港フェリーターミナル施設着工[4]。
- 2021年
  - 3月2日 - 新日本海フェリー舞鶴 - 小樽航路にてドック代船として「はまゆう」が就航、その後敦賀 - 苫小牧東航路と合わせてドック代船として使用。
  - 4月1日 - 就航日発表[5]。
  - 5月 - 新門司港フェリーターミナル竣工[6]。
  - 6月23日 - 横須賀港フェリーターミナル竣工[7]。
  - 7月1日 - 横須賀-新門司航路就航[5]。当初は新型コロナウイルス感染症対策のため、スポーツルーム・サウナ・キッズルーム・アミューズボックスの使用を休止。
- 2022年
  - 5月11日 - 6月10日 - 新日本海フェリー「すいせん」がドック代船として就航。
  - 10月31日 - 5月6日 新日本海フェリー「すずらん」「すいせん」が「はまゆう」「それいゆ」と入れ替わりで横須賀 - 新門司航路に就航し[8]、「はまゆう」「それいゆ」は新日本海フェリー舞鶴 - 小樽航路に就航[9][10]。就航初年度の年末及び年度末に旅客の満席が続いたことから、より旅客定員の多い「すずらん」「すいせん」を配船することで利用客の利便性向上を狙う[11]。最終的に「すずらん」「すいせん」は2023年のゴールデンウィークまでの配船となり、同年5月8日から「はまゆう」「それいゆ」が復帰した[12]。
- 2025年
  - 1月22日-3月31日予定 - 「はまゆう」にてスターリンクを用いた有料インターネットサービス「フェリーWi-Fi」の試験運用を実施[13]。
  - 7月1日 - 「フェリーWi-Fi」サービスを正式開始[14]。

## 航路
- 横須賀港（新港埠頭） - 新門司港
  - 所要時間：上り便20時間50分・下り便21時間15分
  - 週6便運航（日曜・祝日休航）

## 船舶

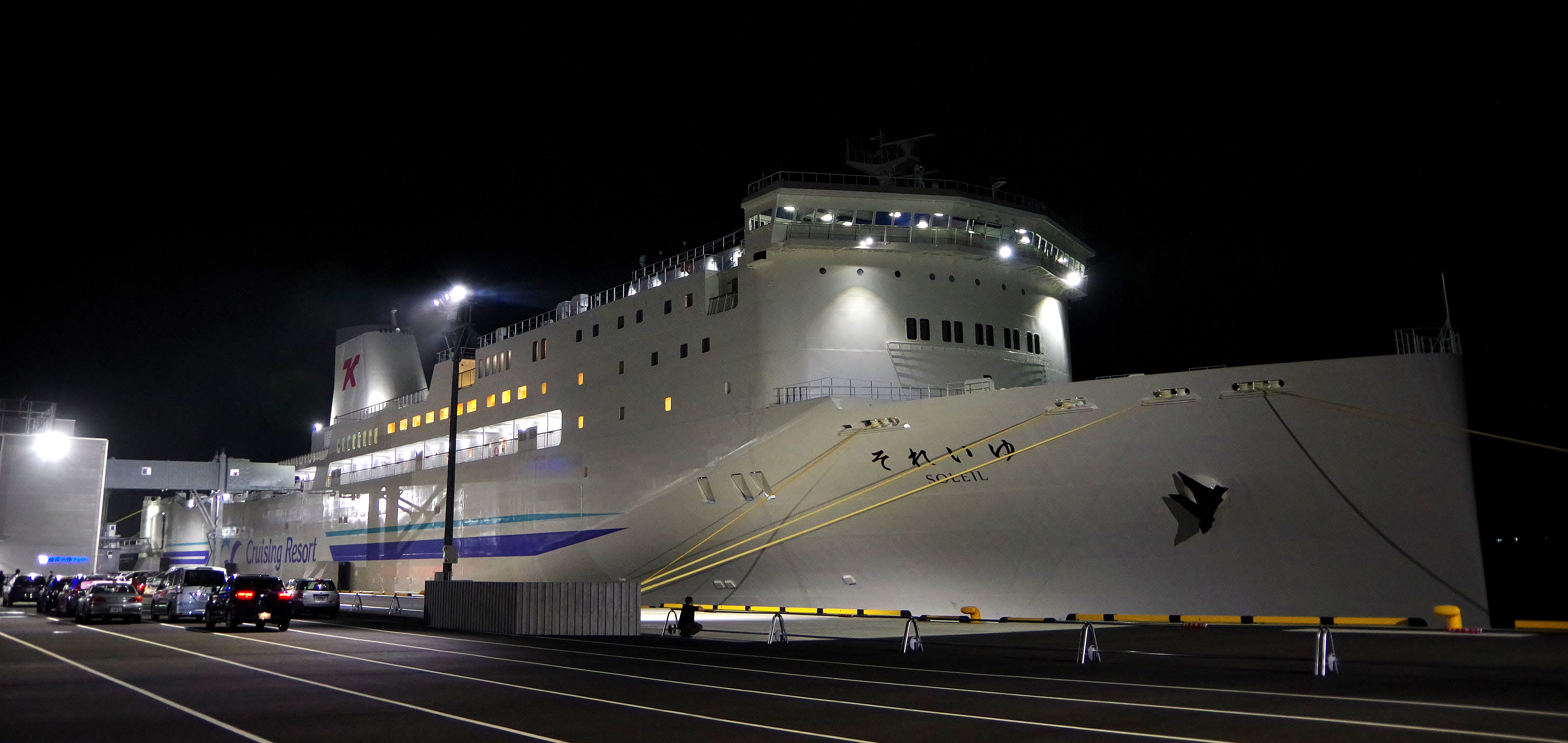
それいゆ（新門司港、2021年7月1日撮影）

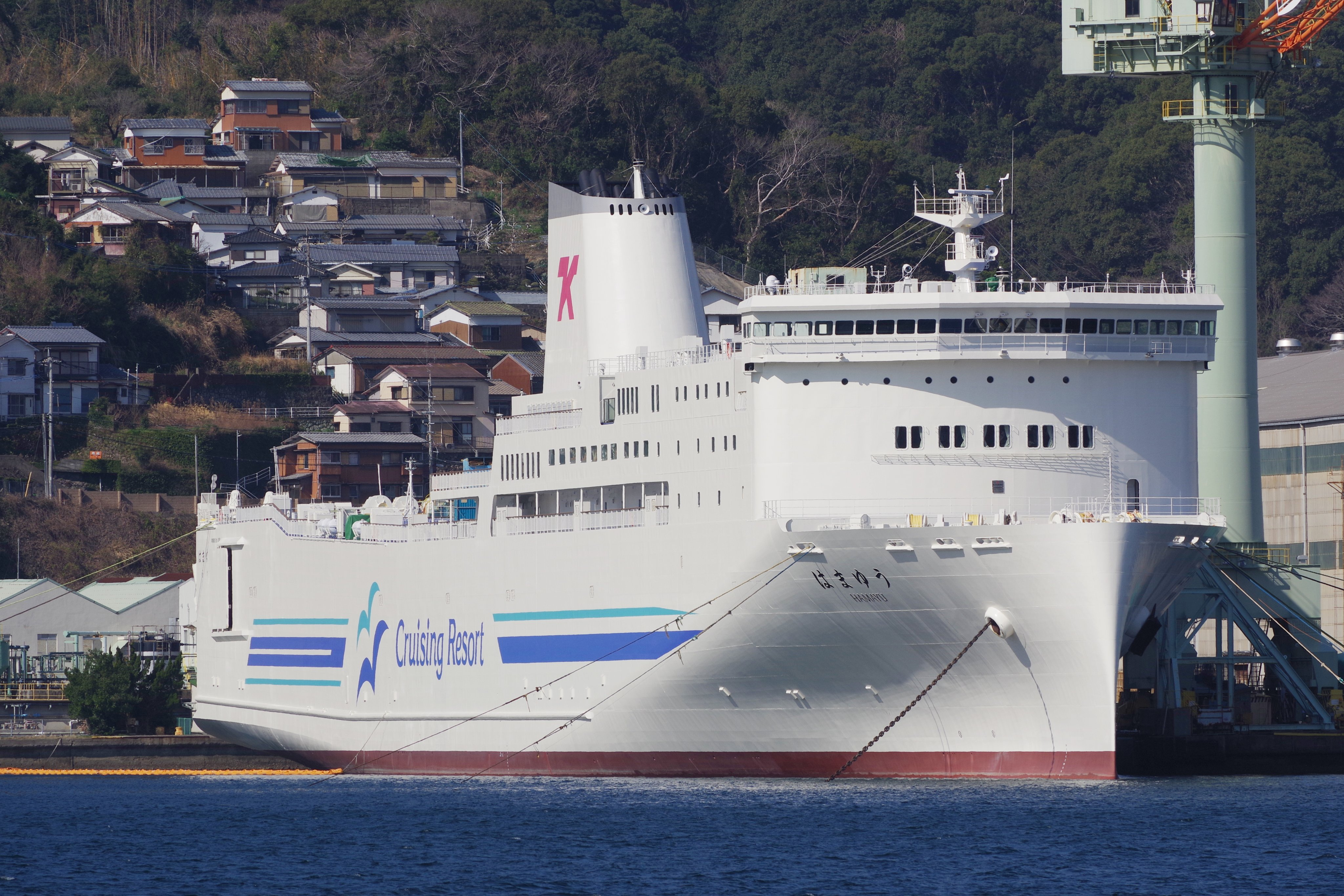
はまゆう（2021年2月7日撮影）

ファンネルマークは、白地に「T」「K」を組み合わせた赤いシンボルマークをあしらっている。
船内にはキッズルーム、24時間利用可能なシャワールーム、露天風呂・サウナ、カラオケが楽しめるアミューズボックス、談話室、ペットルーム、ドッグランなどを備える他、プラネタリウムや映画の上映が行える施設も完備する。夏季にはデッキでのバーベキューも可能。
売店ではお茶やお菓子・お酒の他、軽日用品、酔い止め(医薬部外品)、横須賀や新門司周辺のお土産や乗船記念グッズを揃える。レストランでは海が見える窓を1面に設け、デッキ席も完備、様々な料理が提供されている。
- はまゆう/それいゆ
  - はまゆう：2020年8月進水
  - それいゆ：2020年12月進水
  - 共通諸元
    - 15,400総トン/全長222.5m/幅25.0m/出力34,160kW/航海速力28.3ノット
    - 三菱重工業長崎造船所建造
    - 旅客定員268名/車両積載数：トラック154台・乗用車30台
- すいせん（横須賀新港、2023年3月11日撮影）すずらん/すいせん
  - 共通諸元

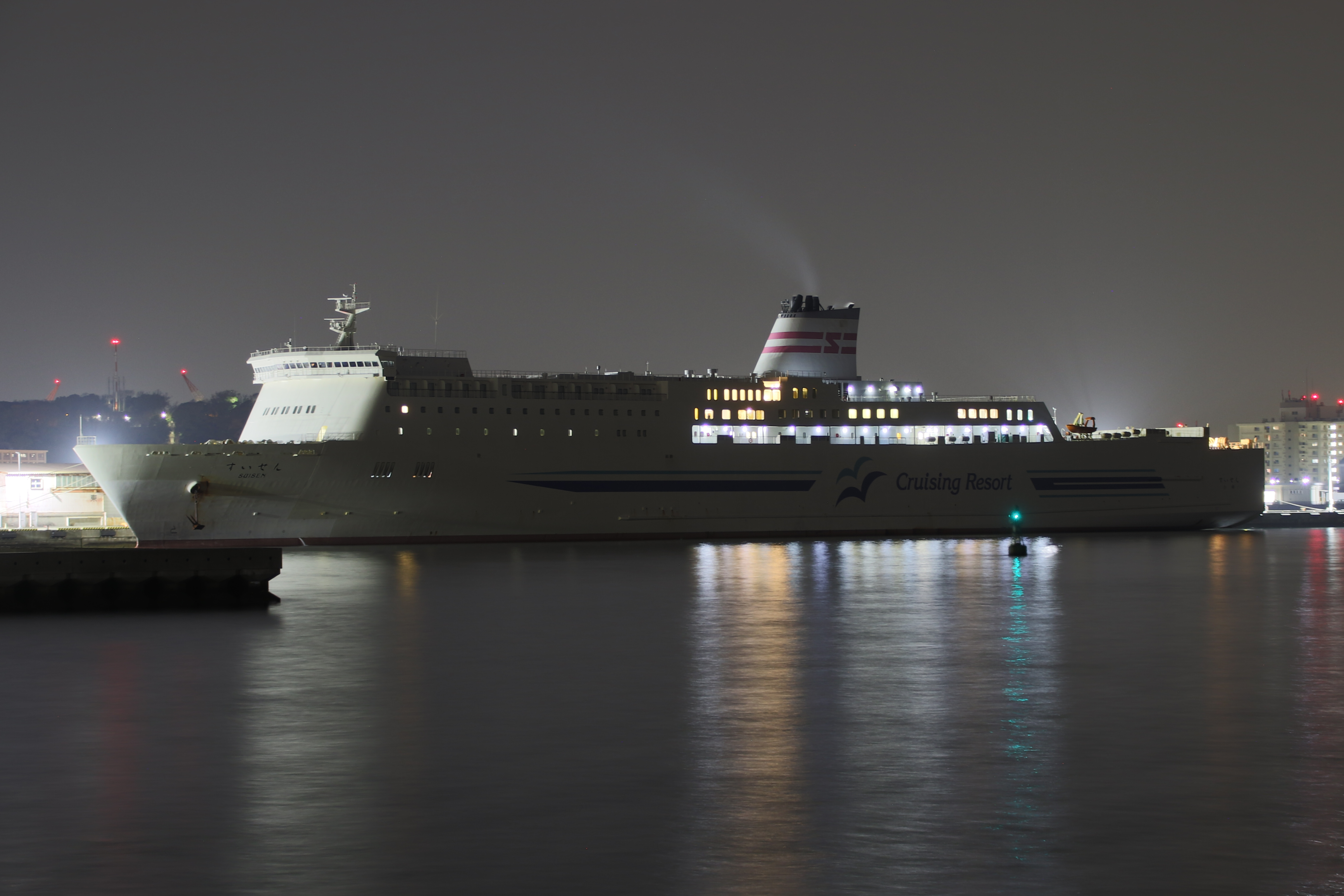
すいせん（横須賀新港、2023年3月11日撮影）

    - 2012年1月27日進水/17,382総トン/全長224.5ｍ/幅26ｍ/出力30,300kW/最大速力29.4ノット、航海速力27.5ノット（50.9km/h）
    - 三菱重工長崎造船所建造
    - 旅客定員613名/車両積載数：トラック158台・乗用車58台
      - 2022年5月から6月にかけて「すいせん」のみドック代船として就航[15]。また、「すいせん」は同年10月31日から、「すずらん」は同年11月1日から2023年5月6日まで「はまゆう」「それいゆ」と入れ替わりで運航している[16][17]。2024年についても1月に「すいせん」が、3月に「すずらん」がそれぞれドック代船として運航する予定となっている[18]。

## 建設反対運動
- 横須賀新港埠頭へのフェリーターミナル建設に際し、地元港湾運送業者16社による横須賀港運協会が、自動車運搬船の荷役に影響が出ている事や、当初のフェリー誘致計画の使用埠頭が久里浜地区だった事を背景に「フェリー就航が自動車輸出拠点としての新港埠頭の性質を大きく変える」等としてとして0.3ヘクタールの港湾施設用地用途変更を違法と主張し反対運動を展開、10月には港運協会に所属する相模運輸倉庫が横浜地方裁判所に行政事件訴訟法に基づく抗告を提訴[4]。2021年4月には、横須賀市の上地克明市長に対しフェリーターミナル整備費1億4200万円の支出停止と前払金4490万円の返還請求訴訟を提訴[19]。
- 2021年2月には相模運輸倉庫が用途変更取り消しなどを求める住民監査請求を市監査事務局に提出したが[20]、3月30日付けで用途変更について「非財務会計行為で住民監査請求の要件を欠く」として却下し土地賃貸借契約など2点については「違法、不当な点は認められない」として棄却された[21]。
- 2021年5月には、全国港湾労働組合連合会が、横須賀港運協会の反対運動に賛同しストライキを含む争議権を確立し問題解決が見られない場合全国規模での港湾ストライキに踏み切る姿勢を見せたが[22]、その後事態解決の努力が続いているとして5月末に6月3日予定の抗議運動を延期した[23]。
- 6月には横須賀市と横須賀港運協会が国土交通省関係者が立会人として参加した上での協議会設置に合意[24]、6月8日に第一回を開催[25]。
- その後合意が形成されないまま7月の就航を迎えたが、5回の協議会の後7月12日には横須賀市が港湾施設改良や第二埠頭整備の本格検討開始や港湾施設使用料の減免、フェリーが停泊する夜間にタグボートで荷役船を沖に待避させる費用の補助を行う方策を取る事で基本合意に至り、9月に関連議案提出を行うとした[26]。
- 9月には、横須賀市議会定例議会にてフェリー着岸時のマグロ船の沖出しにかかる費用を補助する「横須賀港利用円滑化補助金」、久里浜港1号岸壁へのSOLAS対応の保安区域整備に向けての補正予算を可決し、久里浜港の新保安区域は2023年の完成を見込むとした[27]。